# Bembidion zephyrum
Bembidion zephyrum är en skalbaggsart som beskrevs av Henry Clinton Fall. Bembidion zephyrum ingår i släktet Bembidion och familjen jordlöpare. Inga underarter finns listade i Catalogue of Life.

## Bildgalleri

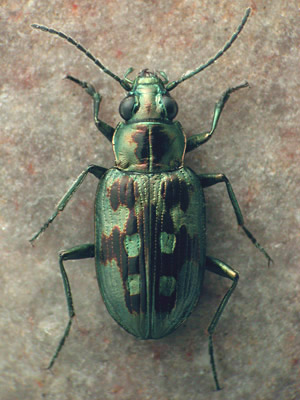